# Искра Шипева
Искра Асенова Шипева – Пухова е бивш директор на Дирекция на музеите в Копривщица, дългогодишен общински съветник и Председател на Общинския съвет, общественик, читалищен деятел и радетел за Копривщица.
Искра Шипева през 1976 г. завършва средно образование и същата година записва специалност „Начална педагогика“ в Полувисшия педагогически институт. Първата си учебна практика извършва училище „Любен Каравелов“ в Копривщица. След завършване на образованието е назначена като начален учител в същото училище. След време кандидатства в Югозападния университет, където е приета. За първите заочни лекции отива сестра и вместо нея, тъй като Искра не се намира в България. После отново е учителка в родният си град. Когато като историчка е поканена да работи в Дирекцията на музеите, едва ли не „литва“. С малки прекъсвания работи там до смъртта си.
С активната си дейност тя допринася както за популяризиране, така и за запазване на богатото културно наследство на града и региона за бъдещите поколения. Целият и съзнателен живот и в лично, и в професионално отношение, е подчинен на един-единствен мотив: да работи за Копривщица и съгражданите си.
| „ | Искра Шипева е ярък пример за висок професионализъм и силен характер. Всеки, който я познаваше, ще я помни със страстта, която влагаше във всички начинания и най-вече с упоритостта и постоянството за тяхната реализация. | “ |

През 2014 г., по повод на пет години от трагичната смърт на Нончо Воденичаров в град Копривщица е учредено сдружение „Нончо Воденичаров и приятели“. Сдружението има няколко основни дейности насочени към развитие и утвърждаване на духовните ценности, образованието и културата. Първата инициатива на новото Сдружение е издадената стихосбирка „Поезия и песни“ със стихове за и от Нончо Воденичаров и текстовете на всички негови песни. Искра Шипева е един от съучредителите му.
Към 2014 г. в Общобългарският комитет „Васил Левски“ има записана секция от Копривщица с председател Искра Шипева.Обект на дейността на комитета е наследството, свързано с идеите на Васил Левски и неговите сподвижници, както и на други видни дейци от българското Възраждане.
Община Копривщица награждава с почетен плакет Искра Шипева за приноса и към града като директор на Дирекция на музеите.